# Paulo Catena
Paulo (em latim: Paulus), cognominamo como Catena ("a Corrente"), foi um oficial romano do século IV, ativo durante o reinado do imperador Constâncio II (r. 337–361).

## Vida
Paulo era nativo da Hispânia, talvez da Bética ou Galécia. Foi o investigador especial de Constâncio em casos de suposta traição e adquiriu o apelido de "Catena" por sua perícia em armadilhar suspeitos sob interrogatório. Em 353, foi enviado à Britânia para procurar apoiadores do usurpador Magnêncio (r. 350–353) e em 354 estava ativo nos julgamentos que se seguia à execução do césar Constâncio Galo. Em 355, caçou os apoiadores de Silvano e em 358 estava na Gália vigiando as atividades de Juliano para Constâncio. Em 359, foi ao Oriente investigar acusações de traição no Egito junto com o conde do Oriente Modesto; ele chegou em Alexandria em 23 de junho e puniu os oponentes do bispo Jorge da Capadócia. Paulo foi condenado e queimado vivo no Tribunal da Calcedônia em 361/2.